# Ikarus – She Kill The Laugh
Ikarus – She Kill The Laugh ist ein Theater- und Musikfilm von Michael Knof mit Musik von Freunde der italienischen Oper und der Hauptrolle von Ray van Zeschau.
1989 drehte ein Team der DEFA unter der Regie von Michael Knof und der Kameraführung vom Thomas Plenert, 35mm Filme für Wolfgang Engels Faust I und II-Inszenierung für das Staatsschauspiel Dresden, die als Filmprojektionen in der Inszenierung dienten. "Ikarus – She Kill The Laugh" wurde für die Band Freunde der italienischen Oper in Szene gesetzt und zeichnete den wilden Aufstieg und Untergang des Euphorion, der von Ray van Zeschau gegeben wurde. Euphorion trat im Dritten Akt von Faust II mit seiner Band, die von FDIO gegeben wurde live auf und entsetzte seine Mutter Helene und Vater Faust im Dialog und dazwischen ohrenbetäubend gespielter Punkmusik mit Texten von Goethe. "Ikarus – She Kill The Laugh" war der dritte und letzte Song vom Auftritt Euphorions in der die Band von einer Leinwand verdeckt wurde und dahinter live zum Film spielte. Nach der letzten Aufführung verschwand der Film für 32 Jahre im Archivschrank des Staatsschauspiel Dresden. Da das Lied des Filmes erst jetzt für die neue, am 3. Oktober veröffentlichte Schallplatte der FDIO Kassandras Komplex eingespielt wurde, konnte Ray van Zeschau mit Hilfe des Staatsschauspiels den Film digitalisieren lassen und ihn nach 35 Jahren wieder mit der Musik zu vereinen. Im April 2024 wurde "Ikarus – She Kill The Laugh" erstmals anlässlich des 36. Filmfestes Dresden - International Short Film Festival im Kino aufgeführt. Am 3. Oktober wurde der Film auch wieder am Schauspielhaus innerhalb der Schallplattenveröffentlichungs-Premiere „Kassandras Komplex“ erstmals wieder am Haus aufgeführt wird.